# Ciałko nerkowe

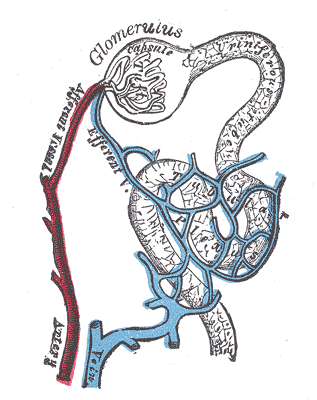
Unaczynienie kłębuszka nerkowego (naczynie wchodzące to tętniczka doprowadzająca, a wychodzące tętniczka odprowadzająca – w biegunie naczyniowym ciałka nerkowego nie ma żyły na co błędnie wskazuje rysunek)

Ciałko nerkowe (łac. corpusculum renis), ciałko Malpighiego – część nefronu zbudowana z kłębuszka nerkowego (sieć dziwna) oraz otaczającej go torebki Bowmana o średnicy ok. 170–200 μm (najczęściej ciałka nerkowe nefronów przyrdzennych są większe niż korowych). W ciałku nerkowym wyróżnić można:
- biegun naczyniowy (polus vascularis) – miejsce, w którym blaszka zewnętrzna przechodzi w blaszkę wewnętrzną (wnika tętniczka doprowadzająca i odchodzi tętniczka odprowadzająca),
- biegun kanalikowy (polus tubularis) – miejsce, w którym światło torebki przechodzi w kanalik bliższy.

W ciałku nerkowym na zasadzie filtracji fizycznej (tzw. filtracji kłębuszkowej) powstaje mocz pierwotny (jest to przesączona krew pozbawiona białek i elementów morfotycznych). W ciągu doby obie nerki wytwarzają 110–220 litrów moczu pierwotnego (dla porównania mocz ostateczny to tylko ok. 1,5 litra).

Liczba komórek (komórki śródbłonka naczyń, komórki mezangialne, komórki podocytarne) tworzących jeden kłębuszek w pierwszych latach życia wynosi ok. 2800. Ich liczba zmienia się z wiekiem – wzrasta półtorakrotnie liczba kk. śródbłonka i mezangium, natomiast liczba komórek podocytarnych jest zazwyczaj stała lub wykazuje tendencję do zmniejszania.

## Kłębuszek nerkowy
Sieć dziwna (cudowna) składa się z dwóch tętniczek – doprowadzającej i odprowadzającej. Tętniczka doprowadzająca ma większą średnicę (przynajmniej tak jest w ciałkach przyrdzennych) i po wejściu do ciałka nerkowego tworzy 2–5 mniejszych rozgałęzień, które potem rozpadają się na naczynia włosowate, tworzące ok. 30 pętli – sieć tętniczo-tętniczą. Naczynia te łączą się z powrotem w jedną tętniczkę odprowadzającą. Niektórzy autorzy uznają, że naczynia włosowate nie tworzą sieci.
Przestrzeń pomiędzy pętlami kłębuszka nerkowego wypełnia mezangium wewnętrzne.

Zdjęcia wykonane skaningowym mikroskopem elektronowym
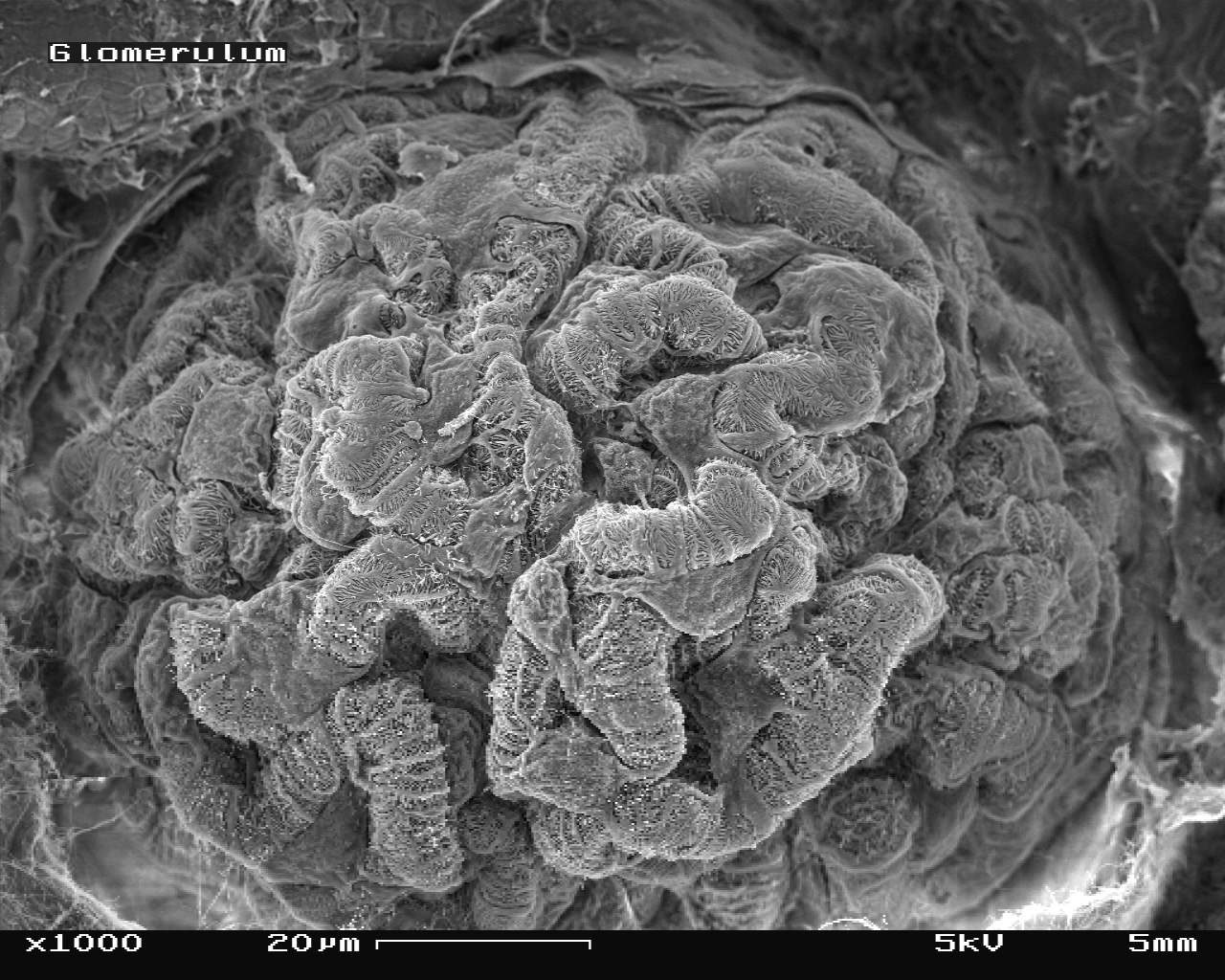
Kłębuszek nerkowy myszy, powiększenie 1000×
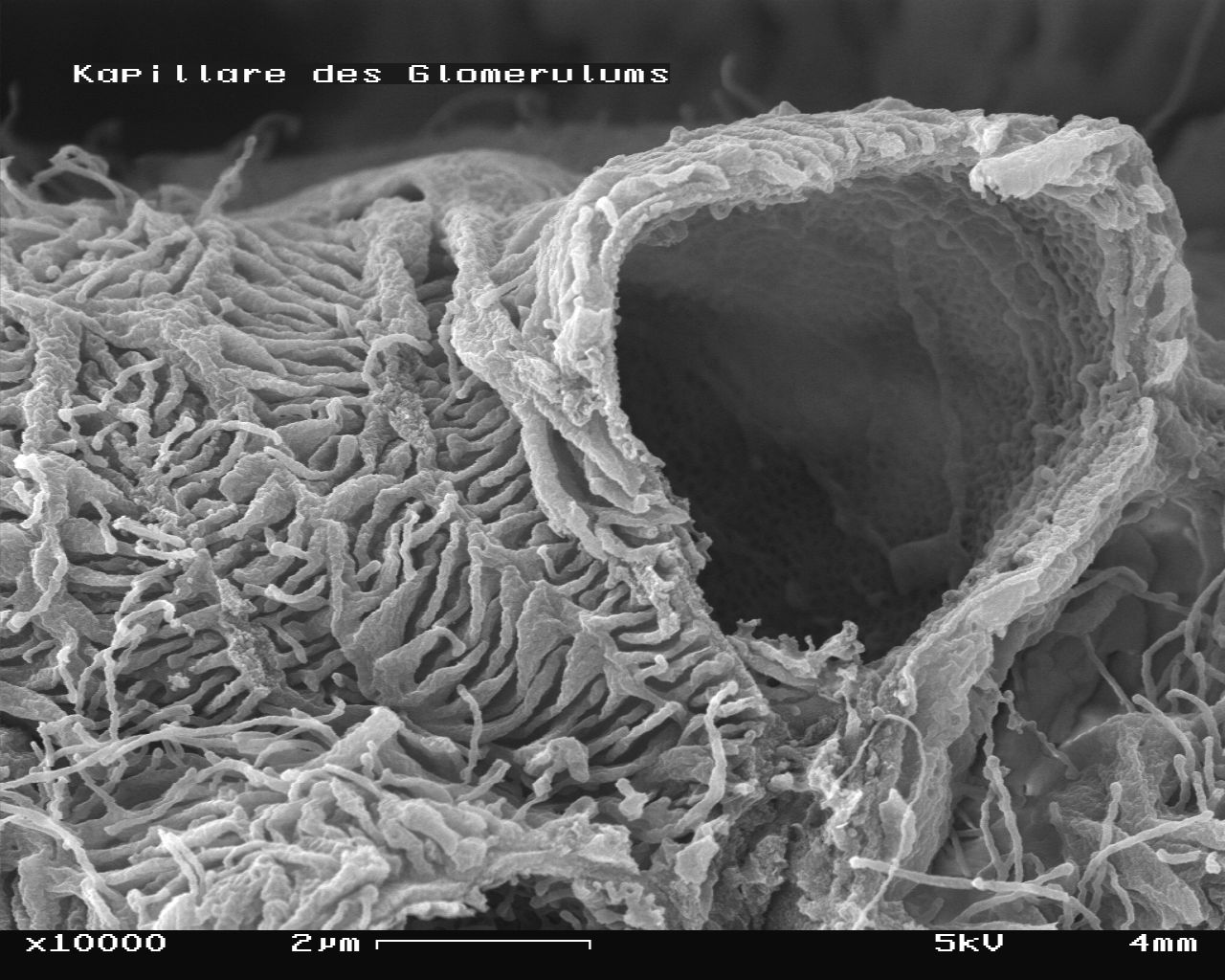
Kłębuszek nerkowy myszy, powiększenie 10 000×
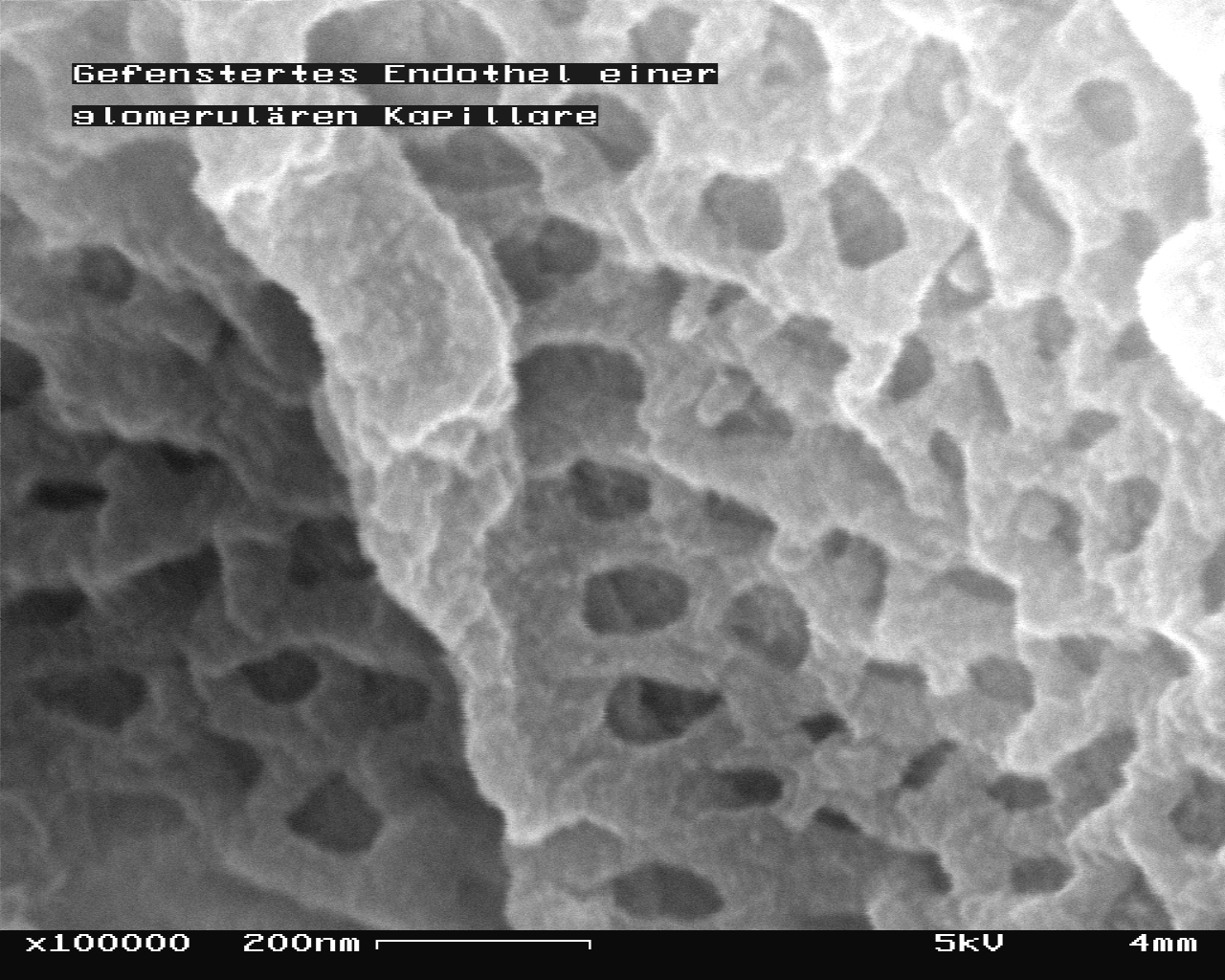
Widok od wewnątrz uszkodzonej kapilarny z widocznymi okienkami, powiększenie 100 000×

## Torebka kłębuszka nerkowego
Torebka kłębuszka nerkowego (Bowmana) (capsula glomeruli – Bowmani) składa się z 2 blaszek.
- Blaszka wewnętrzna (trzewna) przylega do kłębuszka nerkowego, zbudowana z nabłonka jednowarstwowego płaskiego i komórek zwanych podocytami, które mają beleczkowate wypustki cytoplazmatyczne (podia) zwiększające ich powierzchnię. Wyróżnia się wypustki I i II rzędowe.
- Blaszka zewnętrzna (ścienna) zbudowana również z nabłonka jednowarstwowego płaskiego, który wyściela otoczenie kłębuszka. W biegunie kanalikowym przechodzi on w nabłonek kanalika proksymalnego.

Między dwiema blaszkami torebki znajduje się światło torebki kłębuszka – czyli przestrzeń moczowa (Bowmana).

## Mezangium
Elementami strukturalnymi ciałka nerkowego są także mezangium (komórki krezki naczyniowej). Wnikają wraz z naczyniami i leżą pomiędzy pętlami naczyń włosowatych. Są tkanką łączną występującą w ciałku nerkowym. Ze względu na położenie można wyróżnić:
- Mezangium zewnętrzne (zewnątrzkłębuszkowe) – występujące pomiędzy tętniczką doprowadzającą a odprowadzającą. Wchodzą w skład aparatu przykłebuszkowego
- Mezangium wewnętrzne (wewnątrzkłębuszkowe) – między naczyniami włosowatymi kłębuszka.

Pełnią one kilka ważnych funkcji: fagocytozują, współtworzą błonę podstawną u ok. 20% kapilar kłębuszka, regulują ciśnienie w naczyń włosowatych kłębuszka – mogą się kurczyć (są rodzajem miofibroblastów).

Schemat budowy ciałka nerkowego

## Eponimmorfologiczny
Nazwa ciałko Malpighiego (od nazwiska biologa Marcello Malpighiego) jest dziś używana bardzo rzadko, najczęściej w kontekście anatomii innych zwierząt niż człowieka.